# Харьковский музей Холокоста
Харьковский музей Холокоста — первый (и, до недавнего времени, единственный) негосударственный музей по теме Холокоста на Украине. Расположен по ул. Ярослава Мудрого, 28 в Харькове, Украина. (Государственных музеев по изучению Холокоста на Украине пока нет.) Создан в 1996 году на основе документов из личного архива его основателя Ларисы Воловик. Основная миссия музея определить и чтить жителей Харькова, которые рискуя жизнью спасали евреев, и передать информацию о них в музей Яд Вашем. На период 2011 года таких было найдено 88 праведников мира. (Одним из харьковских праведников была Александра Белова, которая спасала еврейских детей, за что в дальнейшем была расстреляна.) Для учеников вузов и школ в обязательном порядке проводятся экскурсии при изучении соответствующей темы образовательной программы. В музее собрано около 7,5 тысяч экспонатов (на 1 января 2022 года), и коллекция постоянно пополняется.

## Состав музея
Состав общественной организации «Харьковский музей Холокоста» включает:
- музей Холокоста
- научно-просветительный центр
- галерея «Ами» («Народ мой»)
- газета «Дайджест Е» (выходит с декабря 1995 года)
- программа «Праведники мира»

## История музея
Музей был открыт для посещений в декабре 1996 года. 25 сентября 2013 года в музее прошёл пресс-тур из цикла мероприятий, посвящённых 70-летию освобождения Харьковской области от фашистских захватчиков и 70-летию первого судебного процесса над нацистами. В 2014 году в музее прошёл капитальный ремонт.
Музей посещают многие организации, к примеру:
- 7 ноября 2013 года музей посетили воспитанники Харьковского городского общества «Гелиос»[14].
- 23 марта 2105 года музей посетили курсанты факультета по подготовке специалистов для подразделений милиции общественной безопасности и криминальной милиции по делам детей[15].
- 15 ноября 2015 года музей посетили члены харьковского филиала организации «Гилель»[16].

## Экспозиции музея
В музее есть ряд постоянных экспозиций и зал со временными экспозициями:
- Экспозиция об увековечивание памяти погибших под девизом «Сохранится память — сохранится народ»;
- Праведники мира — имена, истории и фотографии спасителей и спасённых;
- Харьковский процесс 1943 года;
- Экспозиция о вкладе еврейского народа в победу над нацизмом;
- Зал выставок картин харьковских художников.
- Харьков 1941—1943. Фотовыставка из немецких и советских архивов.

В музее есть и библиотека по теме Холокоста. Один из разделов музея посвящён еврейскому Сопротивлению в годы войны (в частности восстаниям заключённых в Освенциме и других лагерях). В музее также уделено внимание проблеме замалчивания трагедии еврейского народа в послевоенные годы.
В музее также есть уменьшенная модель бараков еврейского гетто, где евреев держали в течение двух недель без еды перед тем как послали на убой в Дробицкий яр. Музей вдохновлял авторов писать книги о Холокосте.